# Кауферінг
Кауферінг (нім. Kaufering) — громада в Німеччині, розташована в землі Баварія. Підпорядковується адміністративному округу Верхня Баварія. Входить до складу району Ландсберг.
Площа — 17,70 км2. Населення становить 10 201 ос. (станом на 31 грудня 2020).